# 8147 Colemanhawkins
8147 Colemanhawkins este un asteroid din centura principală de asteroizi.

## Descriere
8147 Colemanhawkins este un asteroid din centura principală de asteroizi. A fost descoperit pe 28 septembrie 1984 la Stația Anderson Mesa de Brian A. Skiff. Asteroidul prezintă o orbită caracterizată de o semiaxă mare de 2,64 ua, o excentricitate de 0,31 și o înclinație de 5,8° în raport cu ecliptica.